# Turpilia
Turpilia is een geslacht van rechtvleugeligen uit de familie sabelsprinkhanen (Tettigoniidae). De wetenschappelijke naam is gepubliceerd in 1874 door Stål.

## Soorten
Turpilia omvat de volgende soorten:
- Turpilia albineura Zayas, 1965
- Turpilia obtusangula Brunner von Wattenwyl, 1878
- Turpilia opaca Brunner von Wattenwyl, 1878
- Turpilia punctata Stål, 1874
- Turpilia rostrata Rehn & Hebard, 1905
- Turpilia rugulosa Brunner von Wattenwyl, 1878